# Brachypogon stigmalis
Brachypogon stigmalis är en tvåvingeart som först beskrevs av Daniel William Coquillett 1902.  Brachypogon stigmalis ingår i släktet Brachypogon och familjen svidknott. Inga underarter finns listade i Catalogue of Life.